# (30727) 1979 MC9
1979 أم سي 9 (ويعرف أيضًا باسم (30727) 1979 أم سي 9 وفق تسمية الكوكب الصغير) (بالإنجليزية: 1979 MC9)‏ هو كويكب ضمن حزام الكويكبات؛ وترتيبه 30727 من حيث الاكتشاف.
اكتُشف هذا الجُرم الفلكي بواسطة شيلت جون بوبي في 25 يونيو 1979.

## وصلات خارجية
- (30727) 1979 MC9 في قاعدة بيانات مختبر الدفع النفاث لأجرام النظام الشمسي الصغيرة

- الاكتشاف · مخطط المدار ·  العناصر المدارية · المعلمات المادية

- (30727) 1979 MC9 على موقع ويكي سكاي: DSS2, SDSS, GALEX, IRAS, Hydrogen α, X-Ray, Astrophoto, Sky Map, Articles and images